# Вашингтон (округ, Техас)
Шаблон:StateAbbr_ 30°13′ пн. ш. 96°25′ зх. д. / 30.21° пн. ш. 96.41° зх. д.
Округ  Вашингтон (англ. Washington County) — округ (графство) у штаті  Техас, США. Ідентифікатор округу 48477.

## Історія
Округ утворений 1836 року.

## Демографія
За даними перепису 2000 року загальне населення округу становило 30373 осіб, зокрема міського населення було 13949, а сільського — 16424. Серед мешканців округу чоловіків було 14776, а жінок — 15597. В окрузі було 11322 домогосподарства, 7934 родин, які мешкали в 13241 будинках. Середній розмір родини становив 3,05.
Віковий розподіл населення поданий у таблиці:
| Стать    | До 15 років | 15-21 | 22-29 | 30-39 | 40-49 | 50-65 | 65-85 | Понад 85 |
| -------- | ----------- | ----- | ----- | ----- | ----- | ----- | ----- | -------- |
| Чоловіки | 3077        | 2020  | 1308  | 1907  | 2148  | 2231  | 1843  | 242      |
| Жінки    | 3005        | 1833  | 1258  | 1902  | 2239  | 2324  | 2452  | 584      |

## Суміжні округи
- Бразос — північ
- Граймс — північний схід
- Воллер — схід
- Остін — південь
- Файєтт — південний захід
- Лі — захід
- Берлесон — північний захід

## Виноски
1. ↑  U.S. Decennial Census. United States Census Bureau. Архів оригіналу за 19 липня 2018. Процитовано 12 травня 2015.
2. ↑  Texas Almanac: Population History of Counties from 1850–2010 (PDF). Texas Almanac. Архів оригіналу (PDF) за 26 лютого 2015. Процитовано 12 травня 2015.
3. ↑  State & County QuickFacts. United States Census Bureau. Архів оригіналу за 22 грудня 2015. Процитовано 29 грудня 2013.(англ.) Наведено за англійською вікіпедією.
4. ↑  American FactFinder. Бюро перепису населення США. Архів оригіналу за 26 лютого 2012. Процитовано 31 січня 2008.

| США | Це незавершена стаття з географії США. Ви можете допомогти проєкту, виправивши або дописавши її. |